# Залізний закон олігархії
Залі́зний зако́н олігархі́ї — принцип теорії еліт, вперше сформований Робертом Міхельсом у 1911-му році. Його суть у тому, що будь-яка форма соціальної організації, незалежно від її початкової демократичності або автократичності, неминуче вироджується у владу небагатьох обраних — олігархію (зокрема партійну номенклатуру).
Як соціаліст, Міхельс був стурбований тим, що ліберальні та соціалістичні партії Європи, незважаючи на лозунги про підтримку найширшої участі мас у політичному житті, насправді залежали від волі купки «вождів» так само, як і консервативні партії. Він дійшов висновку, що прагнення до олігархії міститься у самій природі будь-якої соціальної організації. «Кажучи „організація“ — маємо на увазі „олігархія“», — писав Міхельс.
Причинами існування цього закону Міхельс вважав об'єктивну необхідність лідерства, прагнення лідерів ставити як соціальні цілі свої власні інтереси, довіру юрби (натовпу) лідерам та загальну пасивність пересічних мас населення.
З залізного закону олігархії виходить, що демократичне правління неможливе у будь-яких великих спільнотах індивідів. Чим більша організація — тим менше у ній елементів демократії і більше — елементів олігархії. З цієї причини Міхельс відійшов від соціалізму та став підтримувати Муссоліні, вважаючи олігархічне правління не тільки не порочним, але навіть благодатним для суспільства в цілому.

## Причини
Міхельс виділив кілька факторів, які лежать в основі залізного закону олігархії. Дарсі К. Ліч коротко підсумував їх так: «Бюрократизація відбувається. Якщо бюрократизація відбувається, влада зростає. Влада корупціонує.» Будь-яка велика організація, зазначив Міхельс, повинна створювати бюрократію для того, щоб збільшувати свою ефективність у процесі, як вона (організація) збільшується. Багато рішень повинні прийматися щодня, що не може бути зроблено великою кількістю неорганізованих людей. Для організації, щоб функціонувати ефективно, централізація має відбутися і влада опиниться в руках небагатьох. Ті небагато — олігархія — будуть використовувати всі засоби, необхідні для збереження і подальшого збільшення своєї влади.
Цей процес далі ускладнюється, оскільки делегування повноважень необхідне в будь-якій великій організації, де тисячі, а іноді й сотні тисяч членів, не можуть приймати рішення за принципом демократії участі. Це було зумовлено відсутністю технічних засобів для організації зустрічі та обговорення за участю великої кількості людей, а також питаннями, пов'язаними з психологією натовпу, згідно з якою Міхельс стверджував, що люди відчувають необхідність бути керованими. Делегація, однак, призводить до спеціалізації, до розвитку бази знань, навичок і ресурсів серед керівництва, що ще більше віддаляє керівництво від пересічної людини і зміцнює інститут лідерства у системі.
Бюрократизація і спеціалізація є рушійною силою для залізного закону. Вони призводять до розвитку групи професійних адміністраторів у ієрархічній організації, що, в свою чергу, призводить до раціоналізації та рутинізації повноважень влади і процесу прийняття рішень. Процес, вперше і певно найкраще описаний Максом Вебером, а пізніше Джоном Кеннетом Гелбрейтом, і простіше у Принципі Пітера.
Бюрократія за своїм принципом призводить до централізації влади лідерами. Разом з тим лідери також отримують контроль над санкціями та заохоченнями. Вони (лідери), як правило, сприяють тим, хто поділяє їх думки, що неминуче призводить до самовідтворюваної олігархії. Люди досягають лідерських позицій, тому що мають політичні навички вище середнього (див. харизматична влада). Наскільки вони просуваються у своїй кар'єрі, настільки зростають їхня влада та престиж. Лідери контролюють інформацію, яка стікає по каналах зв'язку, та піддають цензурі те, що вони не хочуть доносити до відома пересічної людини. Також лідери будуть виділяти значні ресурси, щоб переконати пересічних людей у правоті своїх поглядів. Цей принцип сумісний з більшістю суспільств: людей вчать прислухатися до тих, хто має авторитет та владу. Таким чином, пересічні люди не проявляють ініціативу, а натомість чекають від лідерів рішень та вказівок, щоб їх виконувати.

## Наслідки
«Залізний закон олігархії» стверджує, що всі форми організації, незалежно від того, наскільки демократичні вони можуть бути на початку, врешті-решт і неминуче розвивають олігархічні тенденції. В результаті чого справжня демократія практично і теоретично неможлива, особливо у великих групах та складних організаціях. Відносна структурна плинність у невеликій демократичній організації поступається місцем «соціальній в'язкості» в організації великого масштабу. Згідно з «залізним законом», демократія та великомасштабна організація несумісні.

## Приклади і винятки
Міхельс у своїй книзі використовував приклад Соціал-демократичної партії Німеччини.
Розмір і складність групи чи організації також мають важливе значення для залізного закону. У 1970-х і на початку 1980-х, Партія Зелених Німеччини зробила свідоме зусилля, щоб розірвати залізний закон. Будь-хто міг бути у партії або вийти з неї офіційно. Не існувало постійних офісів або співробітників. Навіть найменше, найбільш рутинне рішення могло бути виставленим на обговорення та голосування. Коли партія була маленькою, ці анти-олігархічні заходи досягли певного успіху. Але, як тільки організація виросла і партія стала успішнішою, необхідність ефективно конкурувати на виборах, збирати кошти, збирати численні мітинги і демонстрації, і працювати з іншими політичними партіями після обрання, змусили Зелених адаптуватися до традиційніших структур і практик.
Один з найвідоміших винятків із залізного закону олігархії — нині неіснуюча Міжнародна Типографічна Спілка, описана Ліпсетом Сеймуром Мартіном у 1956-му році у своїй книзі Союз демократії.
Ліпсет вказує на низку чинників, які існували в МТС, нібито відповідальних за протидію цій тенденції до бюрократичної олігархії. Перший і, мабуть, найбільш важливий, пов'язаний з тим, як союз був створений. На відміну від багатьох інших спілок (наприклад, the CIO's United Steel Workers of America, USWA, і багато інших цехових спілок), які були організовані зверху вниз, МТС мала декілька великих, сильних, місцевих об'єднань, які цінували свою автономію, що існувала задовго до того, як було сформовано спілку міжнародну. Ця місцева автономія була посилена економікою поліграфічної промисловості, яка діяла в основному на місцевих та регіональних ринках, з невеликою конкуренцією з боку інших географічних районів. Велика кількість місцевих жителів продовжували ревно охороняти цю автономію від посягань з боку міжнародних посадових осіб. По-друге, існування фракцій допомогло запобігти проникненню олігархічних тенденцій, які існували в національних штаб-квартирах.
Лідери безконтрольно мали тенденцію збільшувати свою заробітну платню і вести розкішніший спосіб життя, що відбивало їхнє бажання повернутися до своєї колишньої роботи. Але з потужної фракцією, готовою викривати марнотратство, немає лідерів, які б наважилися бути занадто щедрим до особистої винагороди. Ці два фактори були переконливими у випадку МТС.
Ліпсет і його колеги також наводять низку інших чинників, які є специфічними для виробничих спілок в цілому і поліграфічного ремесла зокрема. В тому числі однорідність членів у відношенні до своєї роботи та способу життя, їхня ідентифікація зі своїм ремеслом, їхні більше середнього класу спосіб життя і заробітна  платня. У цьому останньому моменті він спирається на Арістотеля, який стверджував, що демократична держава, швидше за все, буде там, де буде великий, стабільний середній клас, а крайнощі багатства і бідності були невеликі. Нарешті, автори відзначають, позаурочні години роботи, які змушували співробітників витрачати більшу частину свого вільного часу разом. Ці останні фактори є менш переконливими, оскільки вони не поширюються на багато промислових форм організації, де найбільша кількість профспілкової демократії склалася за останній час.

## Критика
Окрім опису винятків із «залізного закону олігархії» були також спроби піддати цілісній перевірці теорію Міхельса. Критики зокрема стверджували, що хоча Міхельс правильно вказав на існування сильної тенденції до бюрократизації та олігархізації організацій, говорити про існування «залізного закону» не можна, оскільки кінцеві наслідки цих тенденцій можуть бути різними — можливе одночасне виникнення також протилежної тенденції, боротьби рядових членів проти закостеніння й за оновлення організації, а тому стверджувати, що олігархія є неминучим наслідком розвитку організації не можна.